# Chaetocnema sulcicollis
Chaetocnema sulcicollis (лат.) — вид жуков-листоедов рода Chaetocnema трибы земляные блошки из подсемейства козявок (Galerucinae, Chrysomelidae). 

## Распространение
Встречаются в Юго-восточной Азии (Китай, Yunnan).

## Описание
Длина 1,75—2,10 мм, ширина 1,10—1,30 мм. От близких видов (Chaetocnema bella, Chaetocnema zangana) отличается комбинацией следующих признаков: вытянутым телом, пунктировкой дорзума и головы, формой эдеагуса и переднеспинки (соотношение ширины к длине 1,30—1,40). Переднеспинка и надкрылья цвета меди. Голова и дорзум тонко сетчатые. Фронтолатеральная борозда отсутствует. Антенномеры усиков жёлтые и желтовато-коричневые (А1-11), ноги желтовато-коричневые. Голова гипогнатная (ротовые органы направлены вниз). Надкрылья покрыты несколькими рядами (6—8) многочисленных мелких точек — пунктур. Бока надкрылий выпуклые. Второй и третий вентриты слиты. Средние и задние голени с выемкой на наружной стороне перед вершиной. Переднеспинка без базальной бороздки. Вид был впервые описан в 1980 году китайскими энтомологами Chen S. и Wang S. по материалам из Китая, а его валидный статус был подтверждён в ходе ревизии, проведённой в 2019 году в ходе ревизии ориентальной фауны рода Chaetocnema, которую провели энтомологи Александр Константинов (Systematic Entomology Laboratory, USDA, c/o Smithsonian Institution, National Museum of Natural History, Вашингтон, США) и его коллеги из Китая (Ruan Y., Yang X., Zhang M.) и Индии (Prathapan K. D.).